# 微笑み走法
微笑み走法（ほほえみそうほう）とは、微笑みながら走る方法の事である。陸上競技（主に長距離走・マラソン）で重宝されている。
2002年の国際千葉駅伝で日本ナショナルチームの佐藤敦之（中国電力・早稲田大学出身）が区間賞を獲得した際に、笑みを浮かべながら走っていた事について記者からインタビューされ、当走法を説明した。
日本人にとって長い距離を走り続けることは「苦しいこと」「辛いこと」と思われがちだが、佐藤自身はあえて微笑みながら走ることにより「走ることは決して苦しいことではなく、楽しいことでも有り、面白いことでも有るという事を、沿道で応援するファンやTVで観戦する人達に対して伝えていきたい」などと語った。但しその後、中国電力の坂口泰監督から封印するように注意された事も有り、現在は佐藤の微笑み走法が殆ど見られなくなっている。
そのほか、佐藤敦之によって有名になる前に、大平美樹（三井住友海上）もこの方法を取り入れていた。またアテネオリンピック・北京オリンピック女子長距離走代表の福士加代子（ワコール）は、微笑みというよりも時折満面の笑みを浮かべながら走ることもある。特に2002年、都道府県対抗女子駅伝でアンカーを務めた福士は、終始笑いながら出走していたため、解説の山下佐知子（第一生命監督）が実況中福士に対して苦言を呈した事があった。